# Hilton Warsaw City
Hilton Warsaw City – czterogwiazdkowy hotel znajdujący się przy ul. Grzybowskiej 63 róg ul. Wroniej w Warszawie.

## Opis
Wzniesiony w latach 2004−2007 obiekt należy do międzynarodowej sieci hotelowej Hilton. Dysponuje 314 pokojami hotelowymi. Znajduje się w nim także jedno z największych w Warszawie centrów konferencyjnych o powierzchni 3000 m², fitness center z basenem, restauracja, bar oraz podziemny parking na 350 samochodów.

## Inne informacje
- W hotelu nakręcony został teledysk szwedzkiego piosenkarza Danny’ego i polskiej piosenkarki Sashy Strunin do piosenki „Emely”[2].